# Plethus roreta
Plethus roreta is een schietmot uit de familie Hydroptilidae. De soort komt voor in het Oriëntaals gebied.